# فيليب مارشان
فيليب مارشان (بالفرنسية: Philippe Marchand) هو سياسي فرنسي، ولد في 1 سبتمبر 1939 في أنغوليم في فرنسا، وتوفي في 10 يناير 2018 في سانتس في فرنسا بسبب سرطان. حزبياً، نشط في الحزب الاشتراكي.

## مناصب
- انتخب نائب فرنسي عن دائرة Charente-Maritime's 4th constituency [الإنجليزية]‏ وقد انضم خلال فترته النيابية  [لغات أخرى]‏ (13 يونيو 1988 – 17 أغسطس 1990) للكتلة البرلمانية اليسار الاشتراكي، الراديكالي، المواطني والمتنوع [الإنجليزية]‏.
- انتخب نائب فرنسي عن دائرة  وقد انضم خلال فترته النيابية  [لغات أخرى]‏ (2 أبريل 1986 – 14 مايو 1988) للكتلة البرلمانية اليسار الاشتراكي، الراديكالي، المواطني والمتنوع [الإنجليزية]‏.
- انتخب نائب فرنسي عن دائرة Charente-Maritime's 4th constituency [الإنجليزية]‏ وقد انضم خلال فترته النيابية  [لغات أخرى]‏ (2 يوليو 1981 – 1 أبريل 1986) للكتلة البرلمانية اليسار الاشتراكي، الراديكالي، المواطني والمتنوع [الإنجليزية]‏.
- انتخب وزير الداخلية (29 يناير 1991 – 2 أبريل 1992).
- انتخب عضو مجلس جهوي.
- انتخب نائب فرنسي عن دائرة Charente-Maritime's 4th constituency [الإنجليزية]‏ وقد انضم خلال فترته النيابية  [لغات أخرى]‏ (3 أبريل 1978 – 22 مايو 1981) للكتلة البرلمانية اليسار الاشتراكي، الراديكالي، المواطني والمتنوع [الإنجليزية]‏.

## روابط خارجية
- فيليب مارشان على موقع مونزينجر (الألمانية)